# Bulbophyllum holochilum
Bulbophyllum holochilum är en orkidéart som beskrevs av Johannes Jacobus Smith. Bulbophyllum holochilum ingår i släktet Bulbophyllum och familjen orkidéer. Inga underarter finns listade i Catalogue of Life.